# Jindřich V. z Rožmberka
Jindřich V. z Rožmberka (německy Heinrich V. von Rosenberg; 25. června 1456 – 21. května 1489) byl český šlechtic z rodu Rožmberků a v letech 1472–1475 vladař domu rožmberského.

## Život
Jindřich byl nejstarší syn Jana II. z Rožmberka (asi 1430–1472) a Anny Hlohovské († 1483). Po smrti svého otce v roce 1472 se jako šestnáctiletý stal vladařem domu rožmberského. Až do ledna 1475 spravoval zděděné majetky sám a poté až do 24. srpna téhož roku spolu s mladším bratrem Vokem II. Nejspíše proto, že Jindřich měl duševní problémy, převedl vládnutí na Voka na tři roky a usadil se na hradě Rožmberk. Že měl zdravotní problémy vyplývá z dopisu od švagra Petra Holického ze Šternberka z 11. srpna 1476, který informoval krumlovského purkrabího o potřebě nutného lékařského ošetření.
Během krátkého období Jindřichova vladaření získal manžel jeho tety Bohuslav VII. ze Švamberka († 1490) v roce 1473 od Rožmberků panství Zvíkov a Milevsko. K prodeji pravděpodobně došlo pouze kvůli duševní nedostatečnosti mladého vladaře. Obě panství však přešla na Rožmberky v roce 1437 prostřednictvím zfalšovaných listin za vlády Jindřichova dědečka Oldřicha II. z Rožmberka.
Děpolt z Lobkowicz, kterého zajal Zdeněk Konopišťský ze Šternberka v roce 1469 při obléhání hradu Rožmberk a který byl uvězněn na hradě Český Krumlov, byl propuštěn za Jindřichova vladaření v roce 1475. K propuštění došlo na žádost vdovy po Jiřím z Poděbrad za zprostředkování Bohuslava ze Švamberka poté, co byly finanční záležitosti mezi Lobkovici a Rožmberky urovnány.
Jindřichovým nástupcem byl jeho bratr Vok II. z Rožmberka.